# Tales Out of Time
Tales Out of Time ist ein Jazzalbum von Peter Brötzmann, Joe McPhee, Kent Kessler und Michael Zerang. Die am 19. Juni 2002 in den AirWave Studios, Chicago, entstandenen Aufnahmen erschienen 2004 auf HatHut Records. Es erschien ursprünglich in einer Auflage von 3.000 Exemplaren und wurde 2015 in der zweiten Auflage wieder aufgelegt.

## Hintergrund
Im Jahr 1997 bildete Brötzmann mit Unterstützung des Saxophonisten Ken Vandermark unter anderem das Chicago Tentet. Durch verschiedene Auftritte und Tourneen veröffentlichte das große Ensemble bis 2012 ein Dutzend Aufnahmen auf Okka Disk und ein Konzertvideo. Dem Ensemble gehörten u. a. Fredrick Lonberg-Holm, Hamid Drake, Jeb Bishop, Joe McPhee, Johannes Bauer, Kent Kessler, Mars Williams, Mats Gustafsson und Michael Zerang an. In dieser Phase entstand auch die Quartettaufnahme von Brötzmann, McPhee mit Kessler und Zerang.
Zu den gespielten Stücken gehörten McPhees zweiteiliges „Stone Poem“ und „In Anticipation of zhe Next“, gewidmet den verstorbenen Bassisten Peter Kowald und Wilbur Morris. Brötzmann brachte seine Neuformulierung einer von Thelonious Monk kurz vor dessen Tod aufgenommenen Hymne „This Is My Story, This Is My Song“ ein, hier „Blessed Assurance“ betitelt. Mit Guts (Okka Disk, 2006) und The Damage Is Done (Not Two Records, 2009) setzten Joe McPhee, Peter Brötzmann, Kent Kessler und Michael Zerang ihre Zusammenarbeit fort.

## Titelliste

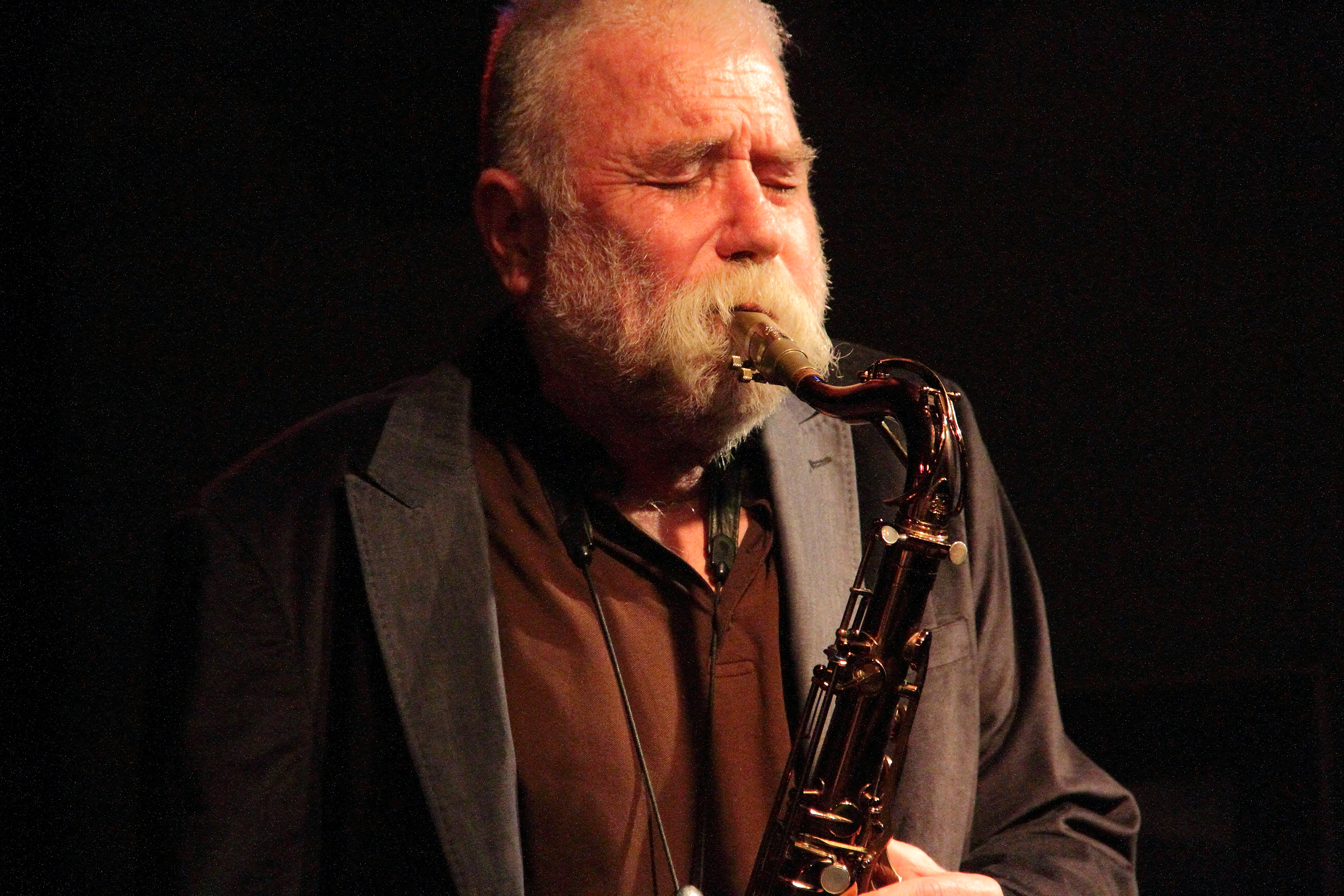
Peter Brötzmann im Konzert mit Steve Swell und Paal Nilssen-Love im Club W71 in Weikersheim, 2016

- Peter Brötzmann / Joe McPhee / Kent Kessler / Michael Zerang: Tales Out of Time (hatOLOGY 589)[4]

1. Stone Poem No. 1 (For Stephanie) 3:16
2. Something There Is That Doesn’t Love 6:01
3. Master of a Small House (For Fred Hopkins) 7:22
4. Cymbalism 5:54
5. Alto Lightning in a Violin Sky (For Jimmy Lyons) 5:53
6. From Now till Doomsday 6:46
7. Do You Still Love Me / Did I Ever? 12:07
8. In Anticipation of the Next (For Wilbur Morris and Peter Kowald) 6:09
9. Blessed Assurance (Traditional) 4:11
10. Pieces of Red, Green And Blue 8:01
11. Stone Poem No. 2 (For Irving) 2:24

Sofern nicht anders vermerkt, stammen die Kompositionen von Joe McPhee (Titel: 1, 2, 5, 8, 10, 11), Michael Zerang (Titel: 4), Peter Brötzmann (Titel: 3, 6, 7).

## Rezeption
Thom Jurek verlieh dem Album in Allmusic vier Sterne und schrieb, McPhee und Brötzmann seien an vorderster Front perfekte Gegenstücke füreinander. Beide hätten die erforderliche Kraft, aber McPhee sei auch ein Chamäleon-hafter Musiker; er verstehe, was in den Räumen liege und wisse, wie er sie optimal nutzen kann. Seine eigenen Kompositionen hier, die mehr als die Hälfte des Albums ausmachen, betonen die Art von gemeinsamen Frontline-Melodien und dichten Obertönen, die in einer Melodie inneren Raum schaffen. Dies sei eine feurige und dennoch zugängliche Session, die viele Aspekte der beiden Männer nicht nur als Spieler, sondern auch als Komponisten zeige.
Nach Ansicht von Mark Corroto, der das Album in All About Jazz rezensierte, sei die Musik auch bei ihrer Wiederveröffentlichung überzeugend und behalte ihre kreative Dringlichkeit bei. Der Kontrast zur Musik des Chicago Tentet sei auffallend. Die Musik schöpfe aus Balladen, Traditionsmusik und anderen Standards. Wenn man Brötzmanns Tenor und McPhees Trompete auf der Gospelhymne „Blessed Assurance“ höre, fühle man sich an die Musik von Albert und Don Ayler erinnert.